# David D. Balam
| 4789 Sprattia         | 20 ottobre 1987   |
| 6532 Scarfe           | 4 gennaio 1995    |
| 7886 Redman           | 12 agosto 1993    |
| 11955 Russrobb        | 8 febbraio 1994   |
| 20106 Morton          | 20 agosto 1995    |
| 29348 Criswick        | 28 marzo 1995     |
| 39791 Jameshesser     | 13 agosto 1997    |
| 48774 Anngower        | 10 agosto 1997    |
| 54411 Bobestelle      | 3 giugno 2000     |
| 60622 Pritchet        | 30 marzo 2000     |
| 81915 Hartwick        | 15 luglio 2000    |
| 100416 Syang          | 2 febbraio 1996   |
| 100596 Perrett        | 9 agosto 1997     |
| 150145 Uvic           | 23 gennaio 1996   |
| 154660 Kavelaars      | 29 marzo 2004     |
| 157194 Saddlemyer     | 21 agosto 2004    |
| 168358 Casca          | 24 febbraio 1996  |
| 197856 Tafelmusik     | 21 agosto 2004    |
| 202740 Vicsympho      | 11 giugno 2007    |
| 241090 Nemet          | 23 ottobre 2006   |
| 246238 Crampton       | 5 settembre 2007  |
| 255703 Stetson        | 25 agosto 2006    |
| 273987 Greggwade      | 11 giugno 2007    |
| 288478 Fahlman        | 16 marzo 2004     |
| 289314 Chisholm       | 30 settembre 2003 |
| 292051 Bohlender      | 14 settembre 2006 |
| 293878 Tapping        | 9 settembre 2007  |
| 304233 Majaess        | 14 settembre 2006 |
| 308825 Siksika        | 14 settembre 2006 |
| 314988 Sireland       | 13 dicembre 2006  |
| 315012 Hutchings      | 20 gennaio 2007   |
| 315186 Schade         | 11 giugno 2007    |
| 325973 Cardinal       | 13 dicembre 2006  |
| 332324 Bobmcdonald    | 12 dicembre 2006  |
| 345842 Alexparker     | 12 giugno 2007    |
| 350185 Linnell        | 3 giugno 2006     |
| 358376 Gwyn           | 13 dicembre 2006  |
| 362793 Suetolson      | 23 agosto 2006    |
| 378204 Bettyhesser    | 26 dicembre 2006  |
| 380480 Glennhawley    | 16 dicembre 2003  |
| 381260 Ouellette      | 11 ottobre 2007   |
| 383417 DAO            | 23 ottobre 2006   |
| 402920 Tsawout        | 7 ottobre 2007    |
| 414026 Bochonko       | 11 giugno 2007    |
| 423097 Richardjarrell | 16 dicembre 2003  |
| 427695 Johnpazder     | 16 marzo 2004     |
| 475802 Zurek          | 13 dicembre 2006  |
| 516560 Annapolisroyal | 12 dicembre 2006  |
| 549676 Thanjavur      | 16 marzo 2004     |
| 550139 Venn           | 18 settembre 2006 |
| 550666 Difrancesco    | 23 ottobre 2006   |
| 571000 Kowright       | 23 dicembre 2006  |
| 611064 Jeroenstil     | 14 settembre 2006 |
| 611326 Wilfredbuck    | 23 ottobre 2006   |
| 611585 Bergbusch      | 20 gennaio 2007   |
| 611586 Tsartlip       | 23 gennaio 2007   |
| 611587 Tseycum        | 23 gennaio 2007   |
| 611980 Pauquachin     | 11 giugno 2007    |
| 612163 Thelowes       | 3 giugno 2000     |
| 616184 Malahat        | 5 agosto 2005     |
| 660931 Antonpetrov    | 31 luglio 2003    |
| 661786 Aikman         | 10 agosto 2005    |
| 662131 Kierancarroll  | 24 ottobre 2005   |
| 700818 Pauldelaney    | 20 dicembre 2004  |
| 701781 Dougjohnstone  | 4 agosto 2005     |
| 707242 Denniscrabtree | 23 gennaio 2006   |
| 708341 Fredjudson     | 21 novembre 2006  |
| 730891 Patrickdowler  | 1 maggio 2006     |
| 731124 Rosvick        | 21 agosto 2003    |
| 732472 Grahamhill     | 8 agosto 2007     |
| 732821 Raycarlberg    | 24 novembre 2005  |
| 734551 Monin          | 7 aprile 1997     |
| 737028 Steinbring     | 16 marzo 2004     |
| 740495 Langill        | 21 agosto 2003    |
| 741306 Marshallmccall | 25 ottobre 2005   |
| 741444 Abbasi         | 4 gennaio 2006    |
| 741718 Simard         | 15 settembre 2006 |
| 741821 Lewisknee      | 11 ottobre 2006   |
| 745492 Saanich        | 29 agosto 2003    |
| 756832 Balogh         | 11 ottobre 1999   |
| 757109 Donaldmoffatt  | 24 maggio 2000    |

David D. Balam (...) è un astronomo canadese, ricercatore al Dipartimento di Fisica e Astronomia all'Università di Victoria.
Il Minor Planet Center gli accredita le scoperte di cinquantasette asteroidi, di cui due in condivisione con Peter Brailey Stetson, effettuate tra il 1987 e il 2007.
Ha inoltre coscoperto con Gin Zhu il 3 giugno 1997 la cometa C/1997 L1 (Zhu-Balam).
Gli è stato dedicato l'asteroide 3749 Balam.